# Uranopolicrasa
La uranopolicrasa és un mineral de la classe dels òxids. Rep el seu nom com l'anàleg d'urani de la policrasa-(Y).

## Característiques
La uranopolicrasa és un òxid de fórmula química (U⁴⁺,Y)(Ti,Nb)₂O₆. Va ser aprovada com a espècie vàlida per l'Associació Mineralògica Internacional l'any 1990. Cristal·litza en el sistema ortoròmbic. Es troba en forma de cristalls euèdrics, allargats al llarg de [001], tabulars en {100}, amb {100},{010} i {011}, de fins a 0,15 mil·límetres, intercrescuda amb policrasa-(Y) urànica. La seva duresa a l'escala de Mohs es troba entre 5 i 6.
Segons la classificació de Nickel-Strunz, la uranopolicrasa pertany a «04.DG: Òxids i hidròxids amb proporció Metall:Oxigen = 1:2 i similars, amb cations grans (+- mida mitjana); cadenes que comparteixen costats d'octàedres» juntament amb els següents minerals: euxenita-(Y), fersmita, kobeïta-(Y), loranskita-(Y), policrasa-(Y), tanteuxenita-(Y), itrocrasita-(Y), β-Fergusonita-(Y), β-fergusonita-(Nd), β-fergusonita-(Ce), itrotantalita-(Y), foordita, thoreaulita i raspita.

## Formació i jaciments
Va ser descoberta l'any 1990 a Fonte del Prete, a San Piero in Campo, a l'illa d'Elba (Toscana, Itàlia). També ha estat descrita a diversos indrets més d'Itàlia, a Eslovàquia, Suïssa i els Estats Units.